# Meidoem
Meidoem (Meidum) is een plaats ten westen van de Nijl in Egypte. Het ligt 70 km ten zuiden van Caïro. Ten westen van Meidoem ligt eerst een strook woestijn en dan de Fajoem.
De plaats lag in de vroegere 21e nome van Opper-Egypte. Het is vooral bekend vanwege de, 2 km ten westen in de woestijn gelegen, Trappenpiramide van Snofroe. (Zie ook: Egyptische piramiden). Iets ten noorden daarvan ligt nog Mastaba nr.17 van een onbekende koning.